# Dirección General de Coordinación de Asuntos Generales de la Unión Europea
La Dirección General de Coordinación de Asuntos Generales de la Unión Europea de España, oficialmente Dirección General de Integración y Coordinación de Asuntos Generales de la Unión Europea, es el órgano directivo del Ministerio de Asuntos Exteriores, Unión Europea y Cooperación, adscrito a la Secretaría General para la Unión Europea, encargado principalmente del seguimiento y coordinación de las actuaciones de los Ministerios; la preparación del Consejo de Asuntos Generales de la Unión Europea; el seguimiento y coordinación de las cuestiones institucionales de la Unión Europea y, en particular, de sus reformas; la coordinación de la posición española en materia de política de ampliación y, en su caso, de retirada de Estados miembros de la Unión Europea, y la promoción y defensa de la lengua española en las instituciones de la UE.
Asume directamente la preparación de las reuniones del Consejo de Asuntos Generales de la Unión Europea.

## Historia
La Dirección General de Coordinación de Asuntos Generales de la Unión Europea fue creada en 1996, si bien anteriormente ya existían diversos órganos encargados de asumir las competencias de coordinación de los asuntos generales de la Unión. Originalmente recibió el nombre de Dirección General de Asuntos Técnicos de la Unión Europea y se le encomendaba el seguimiento de las políticas comunitarias y la coordinación de los órganos de la Administración así como encargarse de las transposiciones.
Dos años más tarde se divide en dos órganos directivos, manteniendo este competencias sobre los asuntos generales, asuntos económicos y financieros y asuntos aduaneros y comerciales y yendo el resto a la nueva Dirección General de Coordinación del Mercado Interior y otras Políticas Comunitarias.
Salvo un cambio de denominación, no sufrió una reforma competencial ni estructural hasta el verano de 2010, cuando cambió su denominación pues volvió a agrupar todas las competencias sobre los asuntos comunitarios componiéndose de hasta ocho subdirecciones generales.
De nuevo en 2017 las competencias se dividieron en dos órganos directivos, asumiendo esta vez la coordinación de los asuntos generales, los asuntos económicos, financieros y comerciales, asuntos sobre relaciones exteriores, asuntos institucionales y asuntos judiciales y policiales.

### Denominaciones
- Dirección General de Asuntos Técnicos de la Unión Europea (1996-1998)
- Dirección General de Coordinación de Asuntos Generales y Técnicos de la Unión Europea (1998-2004)
- Dirección General de Integración y Coordinación de Asuntos Generales y Económicos de la Unión Europea (2004-2010)
- Dirección General de Asuntos Generales y de Coordinación de Políticas del Tratado de Funcionamiento de la Unión Europea (2010-2012)
- Dirección General de Coordinación de Políticas Comunes y de Asuntos Generales de la Unión Europea (2012-2017)
- Dirección General de Integración y Coordinación de Asuntos Generales de la Unión Europea (2017-presente)

## Estructura
La Dirección General se estructura en cuatro órganos a través de los cuales ejerce sus funciones:
- La Subdirección General de Asuntos Institucionales, que asume el seguimiento y la coordinación de las cuestiones institucionales de la Unión Europea y, en particular, de las reformas de la Unión Europea, las relaciones con las instituciones europeas y la participación de las comunidades autónomas en los asuntos europeos, sin perjuicio en este último caso de las competencias atribuidas al Ministerio de Política Territorial en las disposiciones vigentes; la coordinación de la posición española en materia de política de ampliación y, en su caso, de retirada de Estados miembros de la Unión Europea; la promoción y defensa de la lengua española en las instituciones de la UE; y la promoción de presencia de españoles en las instituciones europeas. Asimismo, ejerce labores de coordinación del resto de subdirecciones.
- La Subdirección General de Relaciones Exteriores y Asuntos Comerciales, que se encarga, respecto de las relaciones exteriores de la Unión Europea, del seguimiento de las actuaciones de la Unión Europea en sus diversas políticas, el seguimiento y la coordinación de las actuaciones de los Ministerios en estas políticas y la coordinación del proceso de fijación de la posición española ante la Unión Europea en las mismas; de la coordinación del proceso de fijación de la posición española en la Unión Europea en materia de política comercial, arancelaria y aduanera y materias fiscales afines, sin perjuicio de las competencias atribuidas a la Dirección General de Política Exterior y de Seguridad y a la Dirección General de Políticas de Desarrollo Sostenible.
- La Subdirección General de Asuntos Económicos y Financieros, a la que corresponde, en materia económica y financiera, realizar el seguimiento de las actuaciones de la Unión Europea en sus diversas políticas, el seguimiento y la coordinación de las actuaciones de los Ministerios en estas políticas y la coordinación del proceso de fijación de la posición española ante la Unión Europea en las mismas, sin perjuicio de las competencias del Ministerio de Asuntos Económicos y Transformación Digital y del Ministerio de Hacienda y Función Pública en los comités que preparan directamente el Consejo de Ministros de Economía y Finanzas de la Unión Europea.
- La Subdirección General de Asuntos de Justicia e Interior, que se encarga, en materia de cooperación policial y judicial, asilo, inmigración y fronteras, terrorismo y drogas, del seguimiento de las actuaciones de la Unión Europea en sus diversas políticas, el seguimiento y la coordinación de las actuaciones de los Ministerios en estas políticas y la coordinación del proceso de fijación de la posición española ante la Unión Europea en las mismas; y de la coordinación de las políticas relativas al Espacio de Libertad, Seguridad y Justicia en el ámbito de la Unión Europea y el seguimiento de los Grupos y Comités de Evaluación Schengen de la UE, así como la coordinación de las evaluaciones efectuadas a España en este ámbito.

## Directores generales
- Fernando Carderera Soler (1996-2000)
- Enrique Viguera Rubio (2000-2006)
- Alfonso Díez Torres (2006-2010)
- Alejandro Abellán García de Diego (2010-2017)
- José Pascual Marco Martínez (2017-2021)[7]
- Salvador Rueda Rabanal (2021-2024)[8]
- David Navarro García (2024)[9]
- Elena Rodríguez Díez (2024-)[10]